# ناتالیا بیکووا
ناتالیا بیکووا (انگلیسی: Natalia Bykova؛ زادهٔ ۱۷ اوت ۱۹۵۸) بازیکن هاکی روی چمن اهل اتحاد جماهیر شوروی سوسیالیستی است.